# Phía sau một cô gái
Ca khúc "Phía sau một cô gái", một sáng tác của Tiên Cookie dành riêng cho Soobin Hoàng Sơn, đã trở thành 1 trong những ca khúc được nghe nhiều nhất tại Việt Nam trong năm 2016 (sau "Bống bống bang bang" và "Chúng ta không thuộc về nhau"). Tính đến ngày 25 tháng 9 năm 2018, bản Audio chính thức đã thu hút được hơn 200 triệu lượt xem trên YouTube và hơn 335 triệu lượt nghe trên Zing Mp3. và chính thức soán ngôi ca khúc được nghe nhiều nhất Việt Nam trên Zingmp3 trước đó thuộc về ca khúc "Em của ngày hôm qua" của ca sĩ Sơn Tùng M-TP.
Video âm nhạc của "Phía sau một cô gái" đã giúp Soobin Hoàng Sơn nhận được một đề cử quan trọng ở hạng mục "Video âm nhạc của năm" tại giải thưởng Âm nhạc Cống hiến 2017.
MV Phía sau một cô gái bám sát nội dung bài hát, tập trung khai thác cảm xúc của 2 nhân vật chính. Câu chuyện trong MV xoay quanh mối tình đơn phương của một chàng trai trẻ.
Dù biết trái tim cô gái đã có chỗ nhưng chàng trai vẫn nguyện dõi theo từng bước chân như để chở che và bảo vệ. Với anh, hạnh phúc là được dõi theo người mình yêu dù không thể chạm đến cô.
MV chỉ có tông màu trắng nhằm khắc họa khoảnh khắc đượm buồn đến nao lòng của chàng trai. Người xem thổn thức vì ánh mắt của 2 nhân vật chính với sự dằn vặt, hối hận và nuối tiếc. Khi chứng kiến cô gái mình yêu bị bạn trai bỏ rơi, kẻ yêu đơn phương đã bật khóc. Anh ao ước, giá như mình có thể đến bên cạnh, hôn nhẹ lên trán cô gái để an ủi.
Soobin Hoàng Sơn tâm sự: "Chưa bao giờ tôi phải nuôi cảm xúc, lại là cảm xúc buồn nhiều đến thế. Tôi cũng chưa khóc vì đau khổ trong tình yêu nhiều đến vậy. Ca từ da diết của ca khúc chính là mạch khơi nguồn cảm xúc cho tôi hoàn thiện vai diễn này".
Giọng ca điển trai cũng thừa nhận anh chưa hình dung nếu rơi vào hoàn cảnh của chàng trai trong MV mình sẽ xử lý thế nào. Nhưng khi xem lại MV, nhìn ánh mắt của chàng trai, Soobin cũng hơi giật mình vì không nghĩ anh lại diễn xuất tốt đến thế.
Bạn diễn của Soobin trong Phía sau một cô gái là Eli Gia. Anh chia sẻ chính diễn xuất nhập tâm của Eli Gia cũng góp một phần lớn trong việc thúc đẩy cảm xúc cho mình khi diễn chung.
MV được quay trong vòng 3 ngày ở Hà Nội. Soobin Hoàng Sơn phải mặc trang phục mùa đông diễn tả cảm xúc buồn dưới thời tiết 30 độ. Giọng ca Lalala hy vọng MV cũng sẽ như ca khúc khi thu về hơn 58 triệu lượt nghe trên Youtube và đứng đầu nhiều tuần trên bảng xếp hạng Zing Mp3.
Trào lưu cover Phía sau một cô gái cũng trở nên rầm rộ khi nhiều đồng nghiệp như Hòa Minzy, Hoài Lâm, Anh Khang... đua nhau thực hiện. Câu hát đắt giá "cả nguồn sống bỗng chốc thu bé lại vừa bằng một cô gái" trở thành nguồn cảm hứng cho nhiều bức ảnh chế trên mạng xã hội.